# Lê Đức Tiến
Lê Đức Tiến (sinh năm 1949) là nhà sản xuất, quay phim, đạo diễn điện ảnh người Việt Nam, ông là đạo diễn của một số phim được nhiều thế hệ khán giả yêu thích như phim điện ảnh Thằng Bờm, phim truyền hình Sóng ở đáy sông. Năm 2017, ông được trao tặng Giải thưởng nhà nước về Văn học Nghệ thuât với hai bộ phim Thằng Bờm và Thị trấn yên tĩnh.

## Cuộc đời
Lê Đức Tiến bắt đầu sự nghiệp từ đầu thập niên 1970, với vai trò quay phim tài liệu tại Xưởng phim Quân đội. Năm 1975, ông được cử sang Liên Xô học khóa đạo diễn tại Học viện VGIK và tốt nghiệp năm 1980.
Năm 1985, Lê Đức Tiến thực hiện bộ phim điện ảnh đầu tay có tựa đề Tiếng bom hòa bình, chuyển thể từ truyện ngắn cùng tên của nhà văn Lương Hiền, phim mở đầu với những hình ảnh bom Mỹ trút xuống vịnh Hạ Long mà ông cùng đồng nghiệp đã ghi lại khi thực hiện phim tài liệu những năm 1972-1973. Năm 1986 và 1987, ông lần lượt thực hiện hai bộ phim điện ảnh là Thị trấn yên tĩnh và Thằng Bờm. Thị trấn yên tĩnh sau đó giành được Giải A của Giải thưởng Hội Điện ảnh Việt Nam tổ chức năm 1986; còn bộ phim Thằng Bờm giành được 4 giải tại Liên hoan phim Việt Nam lần thứ 8 tổ chức năm 1988, trong đó phim giành Giải Đặc biệt còn ông giành được giải Đạo diễn xuất sắc với cả hai bộ phim trên.
Năm 1998, Lê Đức Tiến thực hiện bộ phim truyền hình Sóng ở đáy sông được chuyển thể từ tiểu thuyết cùng tên bởi chính tác giả, nhà văn Lê Lựu. Sau khi được lên sóng, bộ phim trở thành hiện tượng nhờ nội dung câu chuyện, tên tuổi của các diễn viên trẻ như Xuân Bắc, Kim Oanh cũng được biết đến. Sau 20 năm, bộ phim lại lần nữa gây ấn tượng với thế hện khán giả trẻ. Ngay sau thành công của Sóng ở đáy sông, Lê Đức Tiến tiếp tục thực hiện bộ phim truyền hình ngắn tập Chuyện ở một công ty (có tựa đề khác là Chuyện công ty Thu Vào) với dàn diễn viễn của Sóng ở đáy sông. Bộ phim giành được Giải B hạng mục Phim video tại Giải thưởng Hội Điện ảnh Việt Nam 2001.
Năm 2003, khi đang làm Phó giám đốc Hãng phim truyện Việt Nam, Lê Đức Tiến được bổ nhiệm làm Giám đốc Hãng phim Giải Phóng.
Tháng 1 năm 2007, ông Nguyễn Văn Nam, Giám đốc Hãng phim truyện Việt Nam xin từ chức. Hãng đã mở cuộc bỏ phiếu bầu Giám đốc mới nhưng không có kết quả, ông Lê Đức Tiến được Bộ Văn hóa, Thể thao và Du lịch điều về làm đảm nhận vị trí này. Từ tháng 3 năm 2007, ông nhậm chức và bước đầu cải thiện được tình hình nhân sự khi đảm bảo các cán bộ, nhân viễn được lĩnh 100% lương thay vì 70% như trước. Năm 2008, ông thực hiện bộ phim dài 15 tập tựa đề Vận may, đây lần đầu tiên ông đạo diễn một bộ phim sau 7 năm kể từ Sóng ở đáy sông và Chuyện tình biển xa. Vận may được chuyển thể tù truyện ngắn của chính tác giả, nhà văn Nguyễn Nhuận Hồng Phương, dự án phim này được Lê Đức Tiến và Hồng Phương chuẩn bị từ năm 2006. Năm 2009, Lê Đức Tiến nghỉ hưu hưu, đồng thời thôi giữ chức vụ Giám đốc, kế nhiệm ông là đạo diễn Vương Đức.

## Tác phẩm

### Phim tài liệu
| Năm  | Phim tài liệu                                        | Vai trò   | Chú thích |
| ---- | ---------------------------------------------------- | --------- | --------- |
| 1970 | Chiến thắng cao điểm 935                             | Quay phim |           |
| 1972 | Đại hội anh hùng và chiến sĩ thi đua Trị Thiên – Huế | Quay phim |           |
| 1973 | Xiêng Khoảng chiến thắng                             | Quay phim |           |
| 1997 | Tây Nguyên cội nguồn                                 | Đạo diễn  |           |
| 2002 | Vịnh Hạ Long - Di sản thiên nhiên kỳ thú             | Đạo diễn  |           |
| 2009 | 40 năm thực hiện Di chúc Bác Hồ                      | Đạo diễn  |           |
| 2022 | Hoa Lan Đệ nhất sắc hương                            | Đạo diễn  |           |

### Điện ảnh
| Năm  | Tựa đề                  | Vai trò      | Chú thích |
| ---- | ----------------------- | ------------ | --------- |
| 1983 | Lỗi lầm                 | Phó đạo diễn |           |
| 1985 | Tiếng bom hòa bình      | Đạo diễn     |           |
| 1986 | Thị trần yên tĩnh       | Đạo diễn     |           |
| 1987 | Thằng Bờm               | Đạo diễn     |           |
| 1990 | Vợ người tình           | Đạo diễn     | [ 16 ]    |
| 1991 | Ai chết cho người đẹp   | Đạo diễn     |           |
| 1995 | Đất nước dứng lên       | Đạo diễn     |           |
| 2001 | Chuyện tình biển xa     | Đạo diễn     |           |
| 2001 | Hai Bình làm thủy điện  | Biên tập     |           |
| 2002 | Tết này ai đến xông nhà | Biên tập     |           |
| 2004 | Mùa len trâu            | Nhà sản xuất |           |
| 2004 | Thời xa vắng            | Nhà sản xuất |           |
| 2007 | Trái tim bé bỏng        | Nhà sản xuất |           |
| 2007 | Chuông reo là bắn       | Nhà sản xuất |           |

### Phim truyền hình
| Năm  | Tựa đề                 | Dạng phim            | Cùng vai trò (đạo diễn) |
| ---- | ---------------------- | -------------------- | ----------------------- |
| 1996 | Đông Ki ra thành phố   | Điện ảnh truyền hình |                         |
| 1996 | Quá khứ không dịu êm   | Điện ảnh truyền hình |                         |
| 1996 | Nàng Kiều trúng số     | Điện ảnh truyền hình |                         |
| 1996 | Trăng tỏ thềm lan      | Dài tập              |                         |
| 1996 | Sống mãi với Thủ đô    | Dài tập              |                         |
| 1998 | Nọc độc                | Điện ảnh truyền hình |                         |
| 1999 | Nhịp tim lầm lạc       | Điện ảnh truyền hình |                         |
| 1999 | Dấu chân thầm lặng     | Điện ảnh truyền hình |                         |
| 2000 | Ước muốn cao sang      | Điện ảnh truyền hình |                         |
| 2001 | Sóng ở đáy sông        | Dài tập              |                         |
| 2001 | Không phải trò đùa     | Điện ảnh truyền hình |                         |
| 2001 | Những kẻ giấu mặt      | Điện ảnh truyền hình |                         |
| 2001 | Chuyện công ty Thu vào | Điện ảnh truyền hình |                         |
| 2008 | Vận may                | Dài tập              | Trần Chí Thành          |
| 2011 | Cuộc vượt ngục thần kỳ | Dài tập              |                         |
| 2011 | Hãy nói anh yêu em     | Dài tập              |                         |
| 2013 | Cây trầu không         | Dài tập              |                         |

### Giải thường
| Năm  | Giải thưởng                            | Hạng mục             | Đề cử                    | Kết quả       | Chú thích |
| ---- | -------------------------------------- | -------------------- | ------------------------ | ------------- | --------- |
| 1986 | Giải thưởng Hội Điện ảnh Việt Nam      | Phim truyện điện ảnh | Thị trần yên tĩnh        | Giải A        | [ 17 ]    |
| 1988 | Liên hoan phim Việt Nam lần thứ 8      | Phim truyện điện ảnh | Thằng Bờm                | Giải đặc biệt | [ 5 ]     |
| 1988 | Liên hoan phim Việt Nam lần thứ 8      | Đạo diễn xuất sắc    | Lê Đức Tiến              | Đoạt giải     | [ 6 ]     |
| 2002 | Giải thưởng Hội Điện ảnh Việt Nam 2001 | Phim video           | Chuyện ở công ty thu vào | Đoạt giải     | [ 11 ]    |